# Lukáš Janič
Lukáš Janič (ur. 30 grudnia 1986 w Preszowie) – słowacki piłkarz, grający na pozycji pomocnika w słowackim klubie ŠK Odeva Lipany. Były młodzieżowy reprezentant swojego kraju.

## Kariera klubowa
Lukáš Janič urodził się w Preszowie i piłkarską karierę rozpoczynał w miejscowym Tatranie. Następnie występował w ŠK Odeva Lipany oraz MFK Zemplín Michalovce. Przed sezonem 2006/2007 trafił do MFK Koszyce, w którym początkowo był zawodnikiem rezerw. W następnych rozgrywkach zadebiutował w pierwszym zespole, ale miał problemy z wywalczeniem miejsca w podstawowej jedenastce i zagrał jedynie w dwóch meczach. W sezonie 2008/2009 już zdecydowanie częściej pojawiał się na boisku, choć głównie pełnił rolę rezerwowego i na murawę wchodził w drugich połowach. Strzelił także dwa gole, a bramka w spotkaniu z MFK Petržalka dała jego zespołowi zwycięstwo 2:3. Drugie trafienie zaliczył w pojedynku przeciwko Tatranowi Preszów, zakończonym wynikiem 5:5. Ze swoją drużyną zdobył także Puchar Słowacji, a w finałowym meczu z Artmedią Petržalka wystąpił od 84. minuty, kiedy to zmienił Marko Milinkovicia.
W sezonie 2008/2009 MFK Koszyce zajęły w ligowej tabeli 4. miejsce, co pozwoliło im na wzięcie udziału w kwalifikacjach do Ligi Europy (została ona utworzona w miejsce Pucharu UEFA). W trzeciej rundzie słowacki klub spotkał się z bośniackim FK Slavija i pokonał go w dwumeczu. W IV rundzie trafił na włoską Romę i odpadł, przegrywając w rewanżu 1:7. Janič wystąpił jednak tylko w pierwszym pojedynku, zremisowanym 3:3, w którym grał przez ostatnie 21. minut i zaliczył asystę przy golu strzelonym przez Jána Nováka. W rozgrywkach ligowych, tak jak w poprzednich, pełnił głównie rolę rezerwowego. W ośmiu spotkaniach wyszedł w podstawowym składzie, zaś w pozostałych 17 pojedynkach na murawie pojawiał się z ławki rezerwowych. Słowacki klub przedstawił propozycję nowego kontraktu piłkarzowi, ale ten z niej nie skorzystał i 30 czerwca 2010 stał się wolnym zawodnikiem.
1 lipca 2010 Janič dołączył do Korony Kielce przebywającej na obozie w Słowenii. Zagrał m.in. w przegranym sparingu z FK Jablonec, a po powrocie do Polski podpisał z kieleckim klubem trzyletnią umowę. Nie zdołał przebić się do pierwszego składu Korony i w rundzie jesiennej sezonu 2010/2011 rozegrał dwa mecze w Ekstraklasie oraz jeden w Pucharze Polski. 30 listopada 2010 za porozumieniem stron rozwiązał kontrakt z kieleckim zespołem. 3 stycznia 2011 podpisał dwuipółletnią umowę z Sandecją Nowy Sącz.
Latem 2012 został zawodnikiem FC ViOn Zlaté Moravce. 2 lipca 2015 podpisał roczny kontrakt z opcją przedłużenia na kolejny sezon z polskim klubem Podbeskidzie Bielsko-Biała.

## Kariera reprezentacyjna
Lukáš Janič ma za sobą dwa występy w reprezentacji Słowacji do lat 21. Powoływany był do niej m.in. w 2006, jednakże zadebiutował w niej 26 marca 2008 w przegranym 0:1 spotkaniu z Austrią. Po raz drugi zagrał 24 maja 2008 w towarzyskim meczu z Polską, przegranym przez Słowację 1:2, a rozegranym na stadionie Sandecji w Nowym Sączu.

## Statystyki

### Klubowe
(aktualne na dzień 30 maja 2015)
| Klub                       | Sezon              | Liga               | Liga  | Liga   | Puchar kraju | Puchar kraju | Europa | Europa | Suma  | Suma   |
| Klub                       | Sezon              | Liga               | Mecze | Bramki | Mecze        | Bramki       | Mecze  | Bramki | Mecze | Bramki |
| -------------------------- | ------------------ | ------------------ | ----- | ------ | ------------ | ------------ | ------ | ------ | ----- | ------ |
| MFK Koszyce                | 2007/08            | Corgoň Liga        | 2     | 0      | 0            | 0            | –      | –      | 2     | 0      |
| MFK Koszyce                | 2008/09            | Corgoň Liga        | 27    | 2      | 0            | 0            | –      | –      | 27    | 2      |
| MFK Koszyce                | 2009/10            | Corgoň Liga        | 25    | 0      | 0            | 0            | 3      | 0      | 28    | 0      |
| MFK Koszyce                | Ogólnie            | Ogólnie            | 54    | 2      | 0            | 0            | 3      | 0      | 57    | 2      |
| Korona Kielce              | 2010/11            | Ekstraklasa        | 2     | 0      | 1            | 0            | –      | –      | 3     | 0      |
| Korona Kielce              | Ogólnie            | Ogólnie            | 2     | 0      | 1            | 0            | 0      | 0      | 3     | 0      |
| Sandecja Nowy Sącz         | 2010/11            | I liga             | 13    | 2      | 0            | 0            | –      | –      | 13    | 2      |
| Sandecja Nowy Sącz         | 2011/12            | I liga             | 21    | 2      | 1            | 0            | –      | –      | 22    | 2      |
| Sandecja Nowy Sącz         | Ogólnie            | Ogólnie            | 34    | 4      | 1            | 0            | 0      | 0      | 35    | 4      |
| Zlaté Moravce              | 2012/13            | Corgoň Liga        | 13    | 3      | 1            | 0            | –      | –      | 14    | 3      |
| Zlaté Moravce              | Ogólnie            | Ogólnie            | 13    | 3      | 1            | 0            | 0      | 0      | 14    | 3      |
| Teplice                    | 2012/13            | Gambrinus liga     | 3     | 0      | 0            | 0            | –      | –      | 3     | 0      |
| Teplice                    | Ogólnie            | Ogólnie            | 3     | 0      | 0            | 0            | 0      | 0      | 3     | 0      |
| Zemplín Michalovce         | 2013/14            | Corgoň Liga        | 23    | 1      | 1            | 0            | –      | –      | 24    | 1      |
| Zemplín Michalovce         | Ogólnie            | Ogólnie            | 23    | 1      | 1            | 0            | 0      | 0      | 24    | 1      |
| Sereď                      | 2014/15            | 2. liga            | 7     | 3      | 1            | 0            | –      | –      | 8     | 3      |
| Sereď                      | Ogólnie            | Ogólnie            | 7     | 3      | 1            | 0            | 0      | 0      | 8     | 3      |
| Ružomberok                 | 2014/15            | Fortuna liga       | 23    | 2      | 0            | 0            | –      | –      | 23    | 2      |
| Ružomberok                 | Ogólnie            | Ogólnie            | 23    | 2      | 0            | 0            | 0      | 0      | 23    | 2      |
| Podbeskidzie Bielsko-Biała | 2015/16            | Ekstraklasa        | 0     | 0      | 0            | 0            | –      | –      | 0     | 0      |
| Podbeskidzie Bielsko-Biała | Ogólnie            | Ogólnie            | 0     | 0      | 0            | 0            | 0      | 0      | 0     | 0      |
| Ogólnie w karierze         | Ogólnie w karierze | Ogólnie w karierze | 159   | 15     | 5            | 0            | 3      | 0      | 167   | 15     |

## Sukcesy

### Klubowe
MFK Koszyce
- Puchar Słowacji (1x): 2008/2009